# Jamaica nos Jogos Olímpicos de Verão de 1948
A Jamaica competiu nos Jogos Olímpicos de Verão de 1948, realizados em Londres, Inglaterra.

## Medalhados

### Ouro
- Arthur Wint — Atletismo, 400 metros masculinos

### Prata
- Herb McKenley — Atletismo, 400 metros masculinos
- Arthur Wint — Atletismo, 800 metros masculinos